# کوکری
کوکری، روستایی است از توابع بخش مرکزی شهرستان گناوه استان بوشهر ایران.

## جمعیت
این روستا در دهستان حیات داوود قرار دارد و بر اساس سرشماری سال ۱۳۹۵ آمار رسمی جمعیت آن کمتر از سه خانوار می‌باشد.